# Windgfällweiher
El Windgfällweiher es un pequeño lago de 700 m de largo y 400 m de ancho entre el lago Titisee y el lago Schluchsee en la Selva Negra meridional en el sur de Baden-Württemberg, Alemania. Se encuentra al lado de la carretera entre Schluchsee y Feldberg-Altglashütten dentro del territorio del municipio Lenzkirch.
Originalmente el Windgfällweiher era un pequeño estanque pantanoso. En 1895 fue embalsado a su tamaño actual para poder suministrar la entonces fábrica de tornillos en Feldberg-Falkau con energía suficiente. En 1929 la empresa Schluchseewerk se hizo con el ya embalsado Windgfällweiher y, mediante la construcción de un canal, alteró la dirección de desagüe hacia el lago Schluch. Antes había desaguado en el río Haslach.
Desde 1950 está bajo protección de la naturaleza.